# العلاقات الزيمبابوية الطاجيكستانية
العلاقات الزيمبابوية الطاجيكستانية هي العلاقات الثنائية التي تجمع بين زيمبابوي وطاجيكستان.

## مقارنة بين البلدين
هذه مقارنة عامة ومرجعية للدولتين:
| وجه المقارنة                                              | زيمبابوي | طاجيكستان                          |
| --------------------------------------------------------- | --- | ---------------------------------- |
| المساحة (كم2)                                             | 390.76 ألف | 143.10 ألف                         |
| عدد السكان (نسمة)                                         | 16.53 مليون | 8.92 مليون                         |
| الكثافة السكانية (ن./كم²)                                 | 42.3 | 62.33                              |
| العاصمة                                                   | هراري | دوشنبه                             |
| اللغة الرسمية                                             | لغة إنجليزية، اللغة الشونا، النديبيلية الشمالية ‏، لغة الشيشيوا، Barwe ‏، Kalanga language ‏، Tshwa language ‏، النداو ‏، اللغة التسونجا، لغة الإشارة الزيمبابوية ‏، اللغة السوتية، تونغا ‏، اللغة التسوانية، اللغة الفيندية، اللغة الكوسية | اللغة الطاجيكية                    |
| العملة                                                    | دولار أمريكي | ساماني طاجيكي، الروبل الطاجيكستاني |
| الناتج المحلي الإجمالي (بليون دولار)                      | 17.85 مليار | 7.15 مليار                         |
| الناتج المحلي الإجمالي (تعادل القوة الشرائية) بليون دولار | 27.88 مليار | 24.03 مليار                        |
| الناتج المحلي الإجمالي الاسمي للفرد دولار أمريكي          | 924 | 925                                |
| الناتج المحلي الإجمالي للفرد دولار أمريكي                 | 1.79 ألف | 2.69 ألف                           |
| مؤشر التنمية البشرية                                      | 0.509 | 0.624                              |
| رمز المكالمات الدولي                                      | +263 | +992                               |
| رمز الإنترنت                                              | .zw | .tj                                |
| المنطقة الزمنية                                           | ت ع م+02:00 | ت ع م+05:00                        |

## منظمات دولية مشتركة
يشترك البلدان في عضوية مجموعة من المنظمات الدولية، منها:
| علم المنظمة | اسم المنظمة                        | تاريخ انضمام زيمبابوي | تاريخ انضمام طاجيكستان |
| ----------- | ---------------------------------- | --------------------- | ---------------------- |
|             | مؤسسة التنمية الدولية              | 29 سبتمبر 1980        | 4 يونيو 1993           |
|             | مؤسسة التمويل الدولية              | 29 سبتمبر 1980        | 2 ديسمبر 1994          |
|             | منظمة حظر الأسلحة الكيميائية       | ?                     | ?                      |
|             | الأمم المتحدة                      | 25 أغسطس 1980         | 2 مارس 1992            |
|             | الاتحاد الدولي للاتصالات           | 10 فبراير 1981        | 28 أبريل 1994          |
|             | منظمة الشرطة الجنائية الدولية      | ?                     | ?                      |
|             | البنك الدولي للإنشاء والتعمير      | 29 سبتمبر 1980        | 4 يونيو 1993           |
|             | الاتحاد البريدي العالمي            | ?                     | ?                      |
|             | وكالة ضمان الاستثمار متعدد الأطراف | 10 أبريل 1992         | 9 ديسمبر 2002          |
|             | يونسكو                             | 22 سبتمبر 1980        | 6 أبريل 1993           |
|             | الفريق المعني برصد الأرض           | ?                     | ?                      |

## وصلات خارجية
- موقع وزارة الخارجية الزيمبابوية